# Keysville (Virgínia)
Keysville é uma cidade  localizada no estado norte-americano de Virginia, no Condado de Charlotte.

## Demografia
Segundo o censo norte-americano de 2000, a sua população era de 817 habitantes.
Em 2006, foi estimada uma população de 784, um decréscimo de 33 (-4.0%).

## Geografia
De acordo com o United States Census Bureau tem uma área de
3,0 km², dos quais 3,0 km² cobertos por terra e 0,0 km² cobertos por água. Keysville localiza-se a aproximadamente 206 m acima do nível do mar.

## Localidades na vizinhança
O diagrama seguinte representa as localidades num raio de 24 km ao redor de Keysville.